# Armando (futbolista)
Armando Tejera Perdomo (Ingenio, Las Palmas de Gran Canaria, España, 29 de noviembre de 1967) es un exfutbolista español que se desempeñaba como defensa.

## Clubes
| Club                            | País   | Año       |
| ------------------------------- | ------ | --------- |
| CD Maspalomas                   | España | 1986-1988 |
| U. D. Las Palmas                | España | 1988-1992 |
| Albacete Balompié               | España | 1992-1993 |
| Rayo Vallecano                  | España | 1993-1995 |
| Granada (cedido)                | España | 1993-1995 |
| Las Palmas (cedido)             | España | 1995      |
| Mármol Macael                   | España | 1995-1996 |
| Yeclano Deportivo               | España | 1996-2000 |
| U. D. Gáldar                    | España | 1997-1998 |
| U. D. Lanzarote                 | España | 2001-2002 |
| Universidad de Las Palmas C. F. | España | 2002-2003 |